# Florea Miu
Florea Miu (n. 27 noiembrie 1951, comuna Vedea, județul Teleorman) este un poet român.

## Date biografice
Liceul la Roșiorii de Vede, Facultatea de Limba și Literatura Română (secția română-latină) a Universității din București (1975).
A lucrat ca profesor, editor, ziarist, funcționar public.
Din 2002 este redactor la revista „Ramuri” din Craiova.

## Debut
A debutat editorial în anul 1972, cu volumul de versuri Jocuri în piatră, la Editura „Cartea Românească”.

## Cărți publicate
- Rostire în gând (versuri), Ed. Cartea Românească, București, 1974
- Numele oglinzii (versuri), Ed. Cartea Românească, București, 1978
- Semne (eseuri), Ed. Scrisul Românesc, Craiova, 1983, Premiul Asociației Scriitorilor din Craiova
- Lanul de grâu (versuri), Ed. Cartea Românească, București, 1987
- Memorie (versuri), Ed. Eminescu, București, 1989
- Pasărea de sidef (versuri), Ed. Dacia, Cluj-Napoca, 1990, Premiul Filialei Craiova a Uniunii Scriitorilor
- Cuvinte și spațiu (interviuri), Ed. Ramuri, Craiova, 2001
- Negru de fum (versuri), Ed. Scrisul Românesc, Craiova, 2003
- Partea cealaltă. Somnul și cuvintele (versuri), Ed. Ramuri, Craiova, 2004. Premiul Filialei Craiova a Uniunii Scriitorilor
- Muzeul cu nemărginiri (versuri), Ed. Ramuri, Craiova, 2006. Premiul Festivalului de poezie „Sensul iubirii”, Drobeta Turnu-Severin

În anul 1999 a primit premiul pentru poezie al revistei „Ramuri”.

## Antologii
Este prezent în mai multe antologii de poezie contemporană, fiind tradus în limba engleză în volumul Sorescu’s Choise (Belfast, 2001).